# طيران ماكاو
شركة طيران ماكاو (بالصينية: 澳門 航空 股份有限公司)(بالبرتغالية: Companhia de Transportes Aéreos Air Macau‏) هي شركة الطيران الناقل الوطني لماكاو. تقدم خدماتها إلى 24 وجهة في البر الرئيسي للصين واليابان وكوريا الجنوبية وتايلاند وتايوان وفيتنام، من مركزها في مطار ماكاو الدولي. نقلت شركة طيران ماكاو 2.12 مليون مسافر في عام 2012 بمتوسط عامل تحميل 68.20٪ ونقلت 15900 طن من البضائع والبريد.

## الوجهات
تقدم شركة الطيران حاليًا خادمتها إلى 24 وجهة بما في ذلك 15 وجهة في البر الرئيسي للصين.

### اتفاقيات الرمز المشترك
أبرمت شركة طيران ماكاو اتفاقيات مشاركة بالرمز مع شركات الطيران التالية:
- طيران الصين
- خطوط كل اليابان الجوية
- خطوط آسيانا الجوية
- الخطوط الجوية الفلبينية
- خطوط شينزين الجوية
- الخطوط الجوية الدولية التايلاندية

## الأسطول الحالي
يشغل طيران ماكاو الطائرات التالية اعتبارا من 28 أبريل 2022:
| الطائرة                  | في الخدمة | مطلوبة | الركاب       | الركاب   | الركاب  | ملاحظات      |
| الطائرة                  | في الخدمة | مطلوبة | رجال الأعمال | السياحية | المجموع | ملاحظات      |
| ------------------------ | --------- | ------ | ------------ | -------- | ------- | ------------ |
| إيرباص إيه 320           | 6         | —      | 12           | 138      | 150     |              |
| إيرباص إيه 320           | 6         | —      | 20           | 132      | 152     |              |
| عائلة إيرباص إيه 320 نيو | 4         | —      | 8            | 150      | 158     | [ 8 ]        |
| إيرباص إيه 321           | 8         | —      | 16           | 162      | 178     |              |
| إيرباص إيه 321           | 8         | —      | 24           | 155      | 179     |              |
| عائلة إيرباص إيه 320 نيو | 4         | —      | 12           | 186      | 198     | [ 9 ] [ 10 ] |
| المجموع                  | 22        | —      |              |          |         |              |